# Long Cairn von Street House
Der Long Cairn von Street House liegt bei Loftus, nördlich des North York Moors, zwischen  Saltburn-by-the-Sea und Staithes an der Clevelandküste in England.
Die Ausgrabung eines bronzezeitlichen Grabhügels wurde erforderlich, da seine Existenz durch den Ackerbau bedroht war. Vorderhand war nicht zu erkennen, dass sich unter der komplexen Schichtenfolge eine einzigartige neolithische Struktur verbarg. In dem Gebiet errichteten die Menschen der Bronzezeit zahlreiche Grabhügel, von denen viele überlebten. 

## Der Bronzezeithügel
Der während der Bronzezeit erweiterte Hügel war auf der Südseite völlig zerstört, die Nordseite war erhalten. Der Grabhügel bestand aus einem Lehmkern, umgeben von Kieselsteinen und begrenzt durch große Randsteine. Mehrere Randsteine hatten Schälchen, die gewöhnlich in die Bronzezeit datiert werden. Der erhaltene Hügelbereich enthielt drei Kragenurnen mit menschlichem Leichenbrand. In einer Urne wurden die Überreste von mindestens drei Personen, darunter die eines Kindes und eines Jugendlichen identifiziert. Neben den drei Urnen wurden Beigaben gefunden.

## Das Langbett
Der bronzezeitliche nichtmegalithische Langhügel (englisch non-megalithic monument) war auf einem jungsteinzeitlichen Langhügel errichtet. Es bestand aus einem 36 m langen, Ost-West ausgerichteten Steinhügel. Das breitere Ende der trapezoiden Struktur maß etwa 18 und das schmale 8 Meter. Die sorgfältige Abtragung des Hügels ergab, dass das Monument unterhalb des Hügels in drei Abschnitte aufgeteilt war.
Das breite Ende bestand aus einem Graben mit eng stehenden Pfosten, die an der Frontseite eine Art Exedra mit zwei vier Meter langen Hörnern bildeten, die den trapezoiden Vorplatz einrahmten. Der mittlere Pfosten war mit einem Meter Durchmesser dicker als die anderen. Eine Anordnung von vier dünnerer Pfosten auf dem Vorplatz könnte die Reste einer Pfostenallee darstellen.
Hinter dieser Fassade lagen die Reste einer niedrigen, axial ausgerichteten, langrechteckigen hölzernen Kammer, die am inneren (hinteren) Ende durch einen weiteren, größeren Pfosten begrenzt war. Die eingebrachten Knochen bestanden aus den exkarnierten Resten von mindestens acht Personen. Bei dieser auch in Megalithanlagen anzutreffenden Praxis werden die Knochen oft sortiert und auf Haufen gestapelt.
Der dritte Teilbereich besteht aus einem etwas separiert liegenden, steingefassten rechteckigen Gehege, das bis zum Hügelende reicht. Innerhalb dieser Struktur liegen einige diffuse Bodenpflaster.
Am Ende der Nutzungszeit des Denkmals wurde es, wie ansonsten auch Long Barrows (Erdhügel) in England, gezielt eingeäschert. Die Überreste wurden mit einem Steinhügel bedeckt.

## Datierung
Die 14C-Datierung ergaben einen Durchschnittswert, der bei etwa 2770 v. Chr. liegt.